# Priegradnaja
Priegradnaja (ros. Преградная) – stanica w Rosji, w Karaczajo-Czerkiesji, ośrodek administracyjny rejonu urupskiego. W 2010 liczyła 7466 mieszkańców.